# Schloss Karlslust

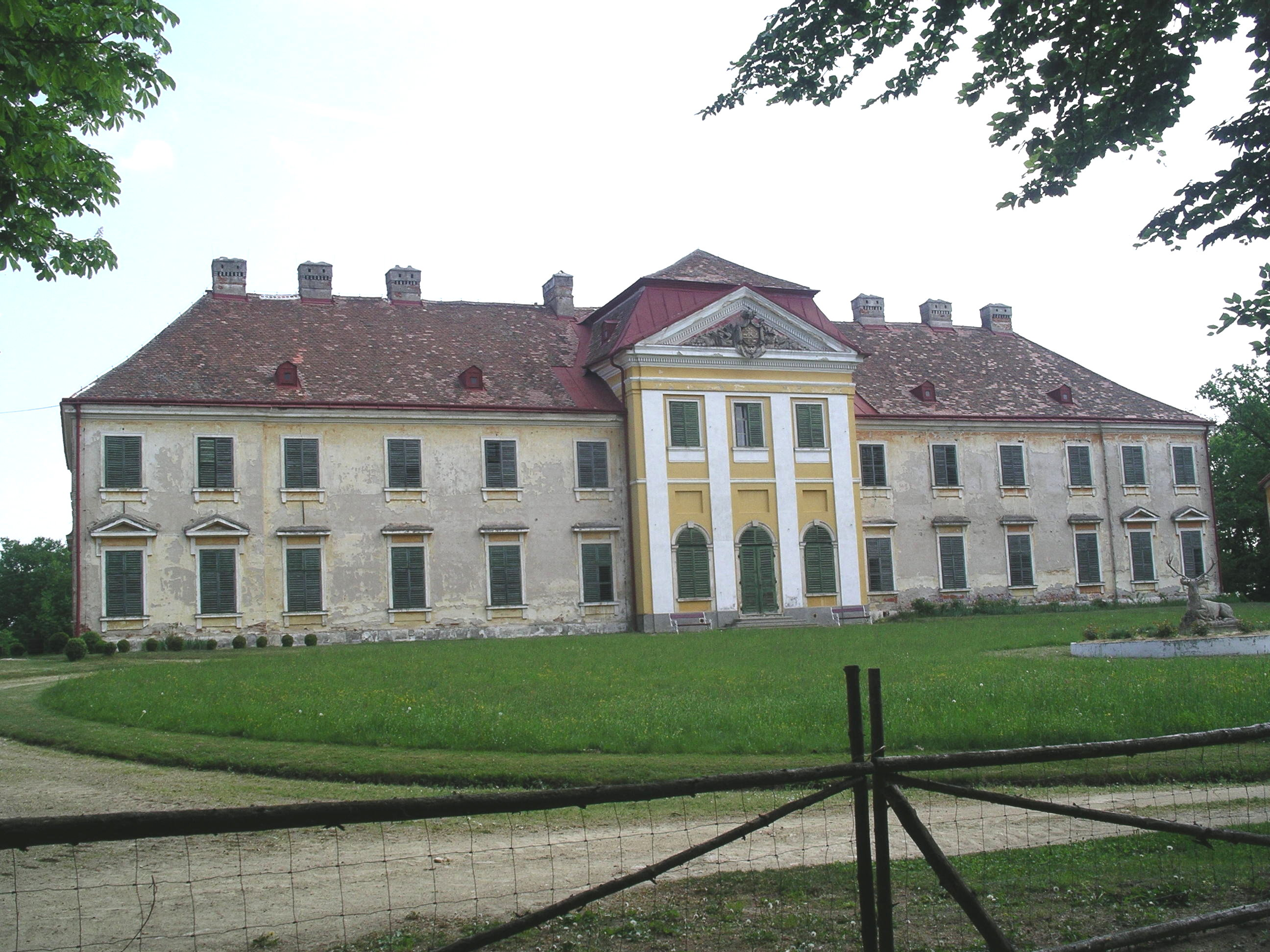
Ansicht von Schloss Karlslust, Mai 2009

Schloss Karlslust liegt im niederösterreichischen Waldviertel, nördlich der Straße von Niederfladnitz nach Mitterretzbach nahe der tschechischen Grenze, und ist für Besucher nicht zugänglich.

## Geschichte
Mit dem Aussterben der Familie Trautson ging die Herrschaft Kaja als Erbschaft an Karl Josef Fürst Auersperg über. 1795 war Baubeginn von Schloss Karlslust in dessen Jagdrevier, Baumeister war Franz Xaver Pollnfürst aus Wien. Nach der baulichen Fertigstellung des Schlosses wurde im Jahr 1798 ein Wildpark angelegt, der das Schloss umgibt. Die Fertigstellung der Innenausstattung erfolgte im Jahr 1801. Als Innenarchitekt könnte Heinrich Fischer tätig gewesen sein, der auch im Wiener Stadtpalais tätig war. Die Stuckaturarbeiten stammen von Johann Georg Böhm.
Obwohl das Schloss einsam und abgelegen im Wald liegt, wurden die Herrschaftsverwaltung und das zugehörige Archiv von Schloss Niederfladnitz hierher verlegt. Nach dem Aussterben eines männlichen Zweigs der Familie Auersperg-Trautson ging die Herrschaft durch Erbschaft zunächst auf die Herzöge von Croÿ, dann ab 1945 in den Besitz der Grafen von Waldstein-Wartenberg über, die neben dem Schloss Karlslust auch Eigentümer des Gutsbesitzes in Niederfladnitz mit der dazugehörigen Burg Kaja wurden.
Hier wuchs die Buchautorin und Journalistin Mella Waldstein auf.